# Cú ria dài
Cú ria dài (Xenoglaux loweryi) là một loài chim trong họ Strigidae.